# Wyszniwczyk
Wyszniwczyk (ukr. Вишнівчик, pol. hist. Wiśniowczyk) – wieś na Ukrainie w rejonie czemerowieckim obwodu chmielnickiego.

## Dwór
Parterowy, murowany dwór kryty dachem dwuspadowym, wybudowany przez Marcelego Żurowskiego około 1845 r. razem z cukrownią, później własność Alfreda Żurowskiego.